# Селенид никеля
Селенид никеля — бинарное неорганическое соединение 
металла никеля и селена
с формулой NiSe,
жёлто-зелёные или серебристо-белые кристаллы,
не растворяется в воде.

## Получение
- Реакция никеля и паров селена:

{\displaystyle {\mathsf {Ni+Se\ {\xrightarrow {T}}\ NiSe}}}

## Физические свойства
Селенид никеля образует жёлто-зелёные или серебристо-белые кристаллы с большой областью гомогенности. В зависимости от состава образуются кристаллы:
- при стехиометрическом составе — гексагональная сингония, пространственная группа P 63/mmc, параметры ячейки a = 0,36613 нм, c = 0,33562 (0,53562) нм, Z = 2;
- при избытке никеля до состава Ni21Se20 — тригональная сингония, пространственная группа R 3m, параметры ячейки a = 0,984 нм, c = 0,318 нм, Z = 9;
- при избытке селена до 56,5 ат.% — моноклинная сингония, параметры ячейки a = 0,6196 нм, b = 0,3633 нм, c = 1,0464 нм, β = 90,78°.

Не растворяется в воде.